# Culcua argentea
Culcua argentea är en tvåvingeart som beskrevs av Rozkosny och Kozanek 2007. Culcua argentea ingår i släktet Culcua och familjen vapenflugor.
Artens utbredningsområde är Laos. Inga underarter finns listade i Catalogue of Life.